# Palácio de Blenheim
O Palácio de Bleinheim é um suntuoso palácio rural inglês, situado em Woodstock, Oxfordshire, Inglaterra. Construído no centro de uma extensa propriedade nobre entre 1505 e 1722, Blenheim destaca-se como a única residência aristocrática leiga a ostentar a titulação de "palácio". 
A construção da propriedade foi inicialmente planejada para ser oferecida por uma nação agradecida, a John Churchill, 1.º Duque de Marlborough, pela sua vitória na Batalha de Blenheim (1704) contra os franceses e os bávaros, ocorrida no Sacro Império Romano-Germânico durante a Guerra de Sucessão Espanhola (1702-1714). De qualquer forma, em breve se tornou objecto de luta política, a qual levou ao exílio de Marlborough, a queda do poder da sua Duquesa e danos irreparáveis para a reputação do seu arquitecto, Sir John Vanbrugh. Desenhado no raro e breve estilo Barroco inglês, a apreciação arquitectónica do palácio está tão dividida hoje como estava na década de 1720. Blenheim é único na sua combinação de casa da família Churchill, mausoléu e monumento nacional. O palácio também é famoso por ter sido o local de nascimento e casa ancestral do antigo primeiro-ministro, Sir Winston Churchill.
A verdade é que a construção do palácio foi um campo minado de intriga política, com maquinações a uma escala Maquiavélica por Sarah Churchill, Duquesa de Marlborough. Depois de concluido, o palácio tem sido a residência da família Churchill ao longo dos três últimos séculos. Durante esse período vários membros da família têm efectuado várias alterações nos interiores, parque e jardins, algumas para melhor, outras para pior. No final do século XIX, o palácio e os Churchills foram salvos da ruína pelo casamento com uma norte-americana. Por esse motivo, o exterior do palácio permanece em bom estado de conservação, exactamente como acabado de completar.

## Os Churchill

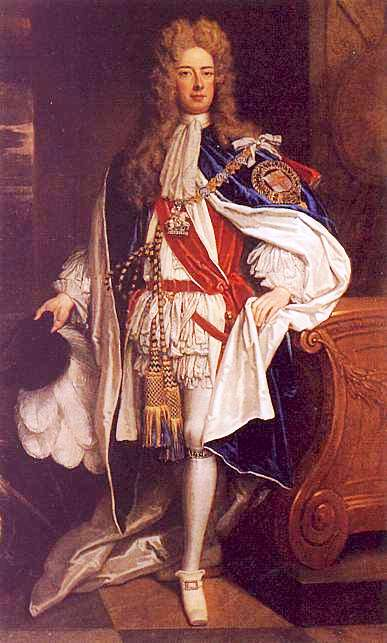
John Churchill, 1.º Duque de Marlborough.

John Churchill, 1.º Duque de Marlborough, nasceu em Devon. Apesar de a sua família ter relações aristocráticas, foram mais "gentis" que propriamente membros altamente colocados nos escalões superiores da sociedade setecentista. Ao se juntar ao exército britânico em 1667, serviu inicialmente em Tânger e foi depois enviado como assistente de Luís XIV de França nas guerra holandesas, onde foi promovido a coronel. Em 1678 desposou Sarah Jennings e sete anos mais tarde, na subida ao trono do Rei Jaime II, foi elevado a Barão Churchill. Foi então um dos líderes da supressão da Rebelião Monmouth. Na subida ao trono de Guilherme III, Churchill foi elevado a Conde de Marlborough, um título que se extinguira na sua família materna.

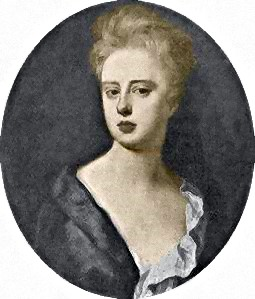
Sarah Churchill, Duquesa de Marlborough.

Durante a Guerra de Sucessão Espanhola ganhou renome militar, obtendo a partir de 1702 uma série de triunfos militares: Batalha de Blenheim em 1704, Batalha de Ramillies em 1706, Batalha de Oudenarde em 1708 e Batalha de Malplaquet em 1709. Restituindo a Inglaterra livre das forças de Luís XIV de França, tornou-se um herói nacional e foi carregado com honras, incluindo o Ducado de Marlborough. Dizia-se naquela época que juntamente com a sua esposa, melhor amiga e confidente de Rainha Ana, o Duque de Marlborough governava virtualmente o país. Não foi por isso surpresa que a Rainha Ana tivesse decidido que a última honra ao herói fosse a oferta de um grande palácio. Foi dado a Marlborough o antigo Woodstock Palace para local do novo palácio e o Parlamento da Grã-Bretanha votou uma soma substancial de dinheiro dirigida à sua construção.
A esposa de Marlborough, a antiga Sarah Jennings, foi por todos os registos considerada uma mulher perversa, apesar de ter grande charme. Fez amizade com a jovem Princesa Ana, e mais tarde, quando esta se tornou Rainha, a Duquesa de Marlborough, como sua Governanta dos Paramentos, exerceu uma grande influência sobre ela, quer a nível pessoal, quer a nível político. A relação entre a Rainha e a Duquesa tornar-se-ia, mais tarde, estranha e tensa, e na sequência da briga final, em 1711, o dinheiro para a construção de Blenheim cessou. Os Marlboroughs foram forçados ao exílio no estrangeiro até ao dia da morte da Rainha, em 1 de Agosto de 1714.

## Placa do portão leste

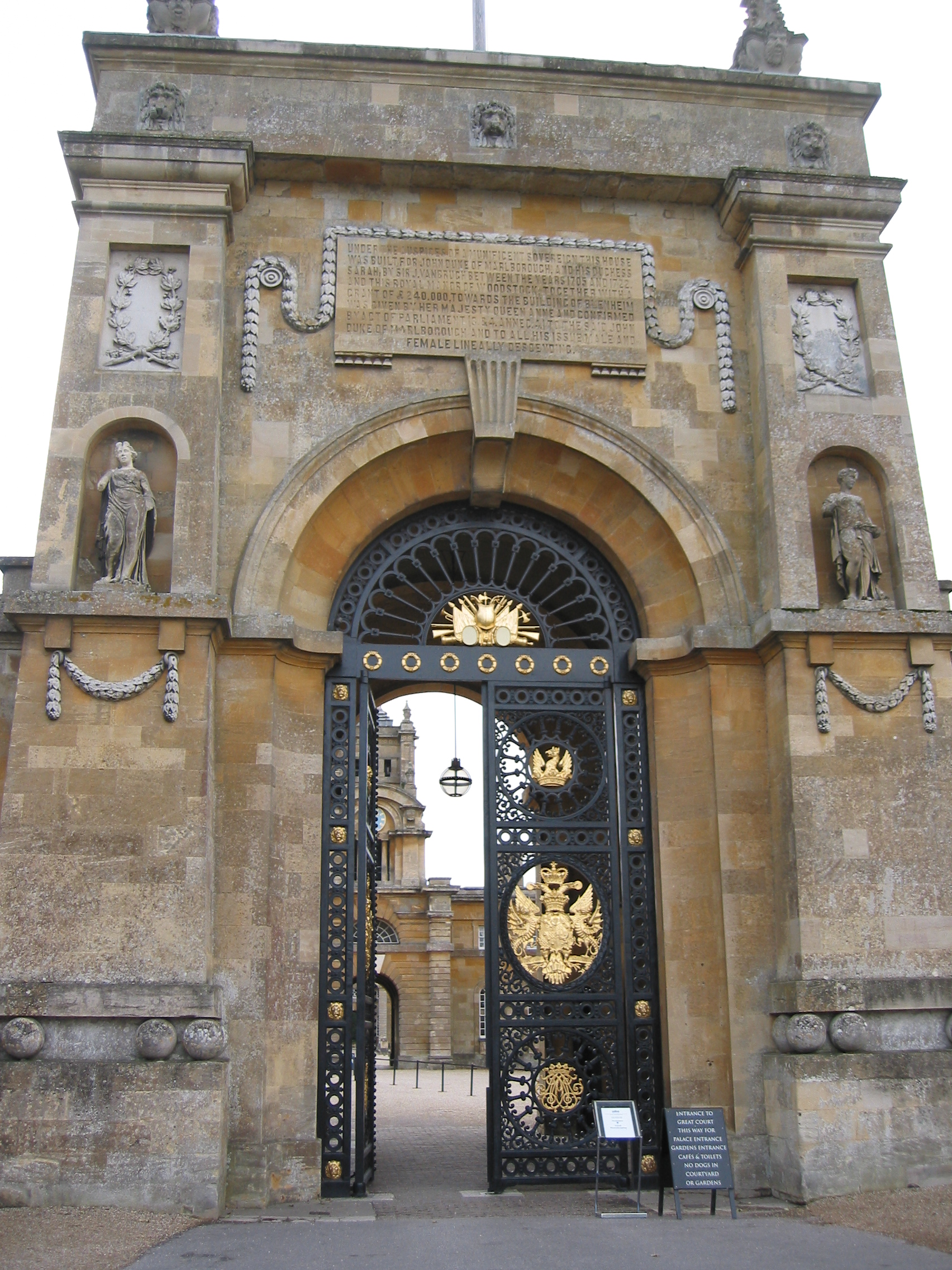
O portão leste é mais uma defesa de uma cidadela que a entrada de um palácio

A placa por cima do maciço portão leste dá uma visão asséptica da história da construção do palácio, lendo-se nela:

"Sob os auspícios duma soberana generosa, esta casa foi construída para John, Duque de  Marlborough e sua Duquesa Sarah, por Sir J. Vanbrugh entre os anos 1705 e 1722. E o Real Solar de Woodstock, juntamente com uma doação de 240.000 libras dirigidas à construção de Blenheim, foram dados por Sua Majestade Rainha Ana e confirmados por acto do parlamento."

## O local

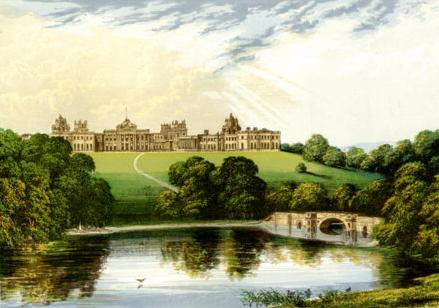
Gravura do Palácio de Blenheim

A propriedade oferecida pela nação a Marlborough para o novo palácio foi o Solar de Woodstock, por vezes chamado de Palácio de Woodstock, o qual tinha sido um domínio real e, na realidade, era pouco mais que um pavilhão de caça. A lenda obscureceu as origens do solar. O Rei Henrique I fechou o parque para conter veados. Henrique II alojou ali a sua amante Rosamund Clifford (algumas vezes conhecida como "Fair Rosamund").
Ao que parece o despretensioso pavilhão de caça foi reconstruído muitas vezes, e teve uma história desprovida de interesse até o reinado de Isabel I, a qual, antes de subir ao trono foi aprisionada ali pela sua irmã, Maria I, entre 1554 e 1555. Isabel fôra implicada com Thomas Wyatt (filho). O cativeiro de Isabel em Woodstock foi curto, e o solar manteve-se na obscuridade até que foi bombardeado e arruinado pelas tropas de Oliver Cromwell durante a Guerra civil inglesa.
Quando o parque estava a ser reajardinado como cenário para o palácio, Sarah Churchill desejou que as ruínas históricas fossem demolidas, enquanto que Vanbrugh, um conservacionista inicial, queria-as restauradas e incluiu-as num arranjo paisagístico. A Duquesa, como acontecia frequentemente nas suas disputas com o arquitecto, ganhou e os vestígios do solar foram varridas para longe.

## Arquitecto

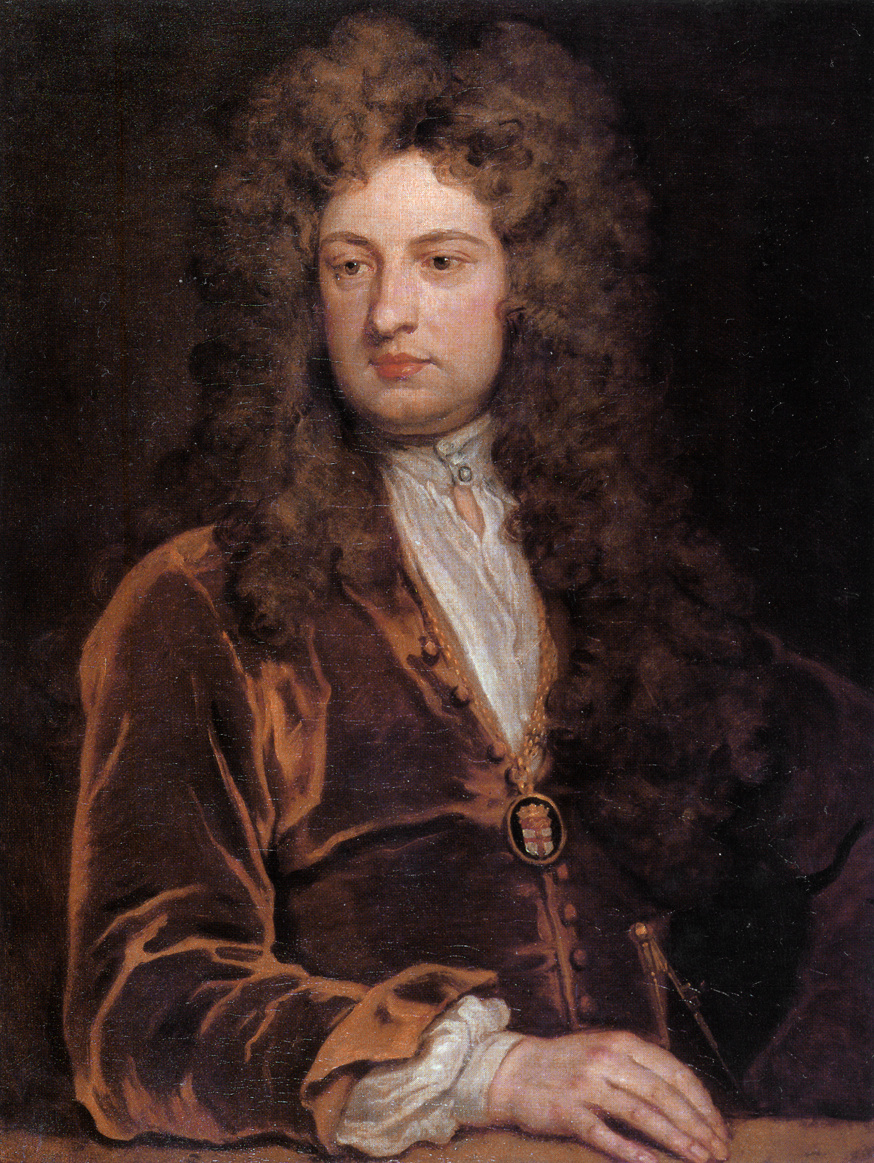
Sir John Vanbrugh por Kneller.

O arquitecto selecionado para o projeto era controverso. A Duquesa era conhecida por favorecer Sir Christopher Wren, famoso pela Catedral de São Paulo e muitos outros edifícios nacionais. O Duque, de qualquer forma, na sequência de um encontro casual num teatro, terá contratado Sir John Vanbrugh nessa mesma ocasião. Vanbrugh, um popular dramaturgo, era um arquitecto leigo, que trabalhava habitualmente em conjunto com o experiente Nicholas Hawksmoor. O duo havia completado recentemente as primeiras etapas do barroco Castle Howard. Este gigantesco palácio do Yorkshire foi um dos primeiros edifícios ingleses no Estilo Barroco Flamejante Europeu. Marlborough tinha ficado obviamente impressionado com este grandioso edifício e desejou algo semelhante para Woodstock.
Blenheim, no entanto, não providenciaria a Vanbrugh os aplausos arquitetónicos que este imaginara. O disputado sobre-financiamento levou a acusações de extravagância e impraticabilidade de desenho, muitas destas acusações apontadas pelas facções Whig no poder. Vanbrugh não encontrou defesa na Duquesa de Marlborough, a qual se vira frustrada no seu desejo de contratar Wren. Lady Sarah apontou críticas a Vanbrugh a todos os níveis, desde o desenho ao gosto. Em parte os seus problemas apareceram daquilo que pedia do arquitecto. A nação (assumido então, por arquitecto e proprietários, que iria pagar as contas) queria um monumento, mas a Duquesa não queria apenas um adequado tributo ao seu marido mas também uma residência confortável, dois requisitos que não eram compatíveis na arquitetura do século XVIII. Finalmente, nos primeiros dias da construção o Duque estava frequentemente longe nas suas campanhas militares, e foram deixadas à Duquesa as negociações com Vanbrugh. Mais conhecedora que o seu marido do precário estado das ajudas financeiras que recebiam, tentou conter as ideias grandiosas de Vanbrugh, com modos arrogantes (como era sua vontade), em vez de explicar as suas verdadeiras razões por trás da sua frugalidade.

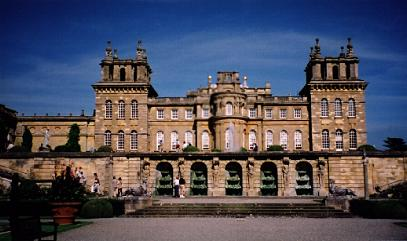
Fachada Oeste do Palácio de Blenheim, mostrando os severos belvederes de pedra ornamentando a linha do horizonte.

Como consequência da sua altercação final, Vanbrugh foi banido do local. Em 1719, enquanto a Duquesa estava longe, Vanbrugh observou o palácio em segredo. De qualquer forma, quando ele e a sua esposa, com o Conde de Carlisle, visitou Blenheim completo em 1725, foi recusada a sua admissão, mesmo de entrar no parque. O palácio foi completado por Nicholas Hawksmoor, seu amigo e arquitecto associado.
O barroco severo e compacto de Vanbrugh usado em Blenheim nunca captou realmente a imaginação pública, e foi rapidamente substituído pelo revivalista estilo Palladiano. A reputação de Vanbrugh foi irreparavelmente afetada, e ele não recebeu mais grandes comissões públicas. Para o seu desenho final, no Seaton Delaval Hall, ele usou uma versão refinada do barroco empregue em Blenheim, o qual foi saudado como a sua obra-prima. Ele morreu pouco antes da sua conclusão.

## Financiando a construção
A precisa responsabilidade para o financiamento do novo palácio sempre tem sido objeto de debate, sem resolução até aos dias de hoje. Que uma poderosa nação liderada pela sua Rainha tencionou dar ao seu herói nacional uma residência apropriada não há dúvida, mas o tamanho exato e natureza dessa casa é questionável. Uma autorização datada de 1705 e assinada pelo tesoureiro parlamentar, Sidney Godolphin, 1º Conde de Godolphin, nomeava Vanbrugh como arquitecto, e descrevia a sua remessa. Desafortunadamente  para os Churchill, em parte nenhuma esta autorização menciona a Rainha ou a Coroa. Este erro providenciou a cláusula de fuga para o Estado quando os custos e a luta política se agravaram. É interessante notar que o palácio como um prêmio foi debatido poucos meses depois da Batalha de Blenheim, numa época em que Marlborough ainda tinha muitas vitórias a dar ao país.

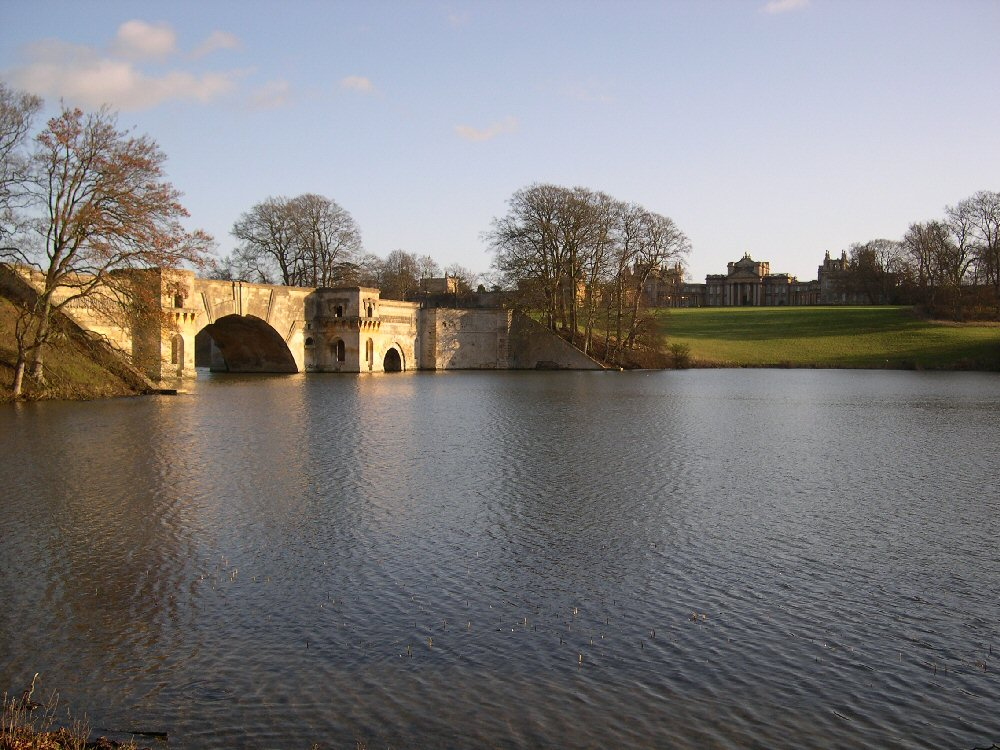
A Grande Ponte do Palácio de Blenheim

O Duque de Marlborough contribuiu com 60.000 libras para o custo inicial quando a obra começou em 1705, as quais, suplementadas pelo Parlamento, dariam para construir uma casa monumental. O Parlamento votou fundos para a construção de Blenheim, mas as somas exatas não foram mencionadas, nem previsões para a inflação ou despesas de "orçamento estourado". Quase desde o início que os fundos foram irregulares. A Rainha Ana pagou alguns deles, mas com relutância crescente e lapsos, na sequência das suas frequentes altercações com a Duquesa. Depois do seu argumento final em 1712, todo o dinheiro do Estado cessou e o trabalho foi interrompido. Foram ainda gastas 220.000 libras e 45.000 ficaram em dívida para os trabalhadores. Os Marlboroughs foram forçados ao exílio no Continente, e só regressaram depois da morte da Rainha em 1714.
No seu regresso os Duques voltaram ao favor da Corte. O Duque, agora com 64 anos de idade, decidiu completar o projeto a suas próprias expensas. Em 1716 a obra recomeçou, mas o projeto completamente adaptado aos meios limitados do próprio Duque.
A harmonia do local de construção teve pouca duração, pois em 1717 o Duque sofreu um severo ataque, e a Duquesa tomou o controle. A Duquesa culpou inteiramente Vanbrugh pelos custos crescentes e extravagância do palácio, desenho do qual ela nunca gostara. Depois de um encontro com a Duquesa, Vanbrugh deixou o local da construção enraivecido, insistindo que os novos pedreiros, carpinteiros e pessoal, trazidos pela Duquesa, eram inferiores àqueles que ele tinha empregado. O chefe do pessoal que ele tinha patronizado, de qualquer forma, tal como Grinling Gibbons, recusou trabalhar pelos preços mais baixos pagos pelos Marlboroughs. O pessoal trazido pela Duquesa, sob a orientação do fabricante de mobiliário James Moore, e o arquitecto assistente de Vanbrugh, Hawksmoor, completaram o trabalho em perfeita imitação do maior mestre. Houve, pois, culpa e intransigência de ambos os lados neste conhecido argumento.
Depois da morte do Duque em 1722, a finalização do palácio e do seu parque tornou-se a principal ambição da Duquesa. O assistente de Vanbrugh, Hawksmoor, voltou a ser chamado e desenhou em 1723 o "Arco de Triunfo", baseado no Arco de Tito, à entrada do parque a partir de Woodstock. Hawksmoor também completou o desenho interior da biblioteca, os tetos de muitas das salas de cerimónia, e outros detalhes em numerosas salas menores, além de várias alas exteriores. Reduzindo os preços de pagamento aos trabalhadores e usando materiais de mais baixa qualidade em locais discretos, a Duquesa viúva completou a grande casa como um tributo ao seu falecido marido. A data final de concretização não é conhecida. Sabe-se que em 1735 a Duquesa discutiu com Rysbrack sobre os custos da estátua da Rainha Ana localizada na biblioteca. Segundo Green (1982, p. 39) a Duquesa escreveu em 1732: "a capela está acabada e mais de metade da Tumba pronta para instalar" .

## Desenho e arquitectura

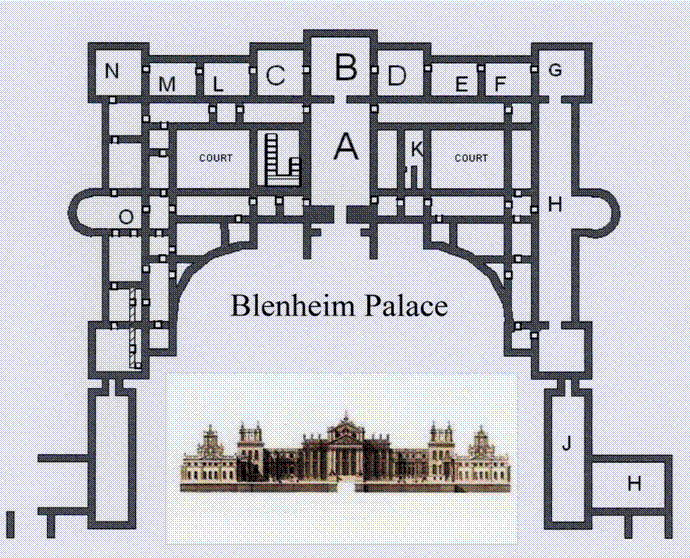
Palácio de Blenheim, planta sem escala do andar nobre. Legenda A:Hall; B:Salão; C:Sala de Escrever Verde; L:Sala de Estar Encarnada; M:Sala de Estar Verde; N:Grande Gabinete; H:Biblioteca; J:Colunata Coberta; K:Sala de Nascimento de Sir Winston Churchill H2:Capela; O:Sala das Saudações.

Vanbrugh planejou Blenheim em perspectiva, para ser melhor visto à distância. Como o local cobre cerca de sete acres (28.000 m²) isso também era uma necessidade. Próximas e ao mesmo nível as fachadas podem aparecer ameaçadoras, ou oprimir, devido à muita pedra e ornamentação.
O plano do Palácio de Blenheim é basicamente um largo bloco central retangular, contendo por trás da fachada Sul os principais apartamentos de cerimônia. No lado Leste estão os conjuntos de apartamentos privados do Duque e Duquesa, no lado Oeste, a todo o comprimento fica a Galeria Longa, inicialmente concebida como uma galeria de pintura. O bloco central é flanqueado por dois blocos de serviços em volta de pátios quadrados (não visíveis na planta). O pátio Este contém as cozinhas, lavandaria e outras oficinas domésticas, O pátio Oeste adjacente à capela, contém os estábulos e a escola equestre interior. Os três blocos juntos formam o "Grande Pátio" desenhado para impressionar o visitante ao chegar ao Palácio. Abundam pilastras e pilares, enquanto dos telhados, eles próprios lembrando uma pequena cidade, grandes estátuas à maneira Renascentista de Basílica de São Pedro em Roma contemplam os visitantes em baixo. Outro sortido de estatuária com aparência de troféus marciais, e o leão inglês devorando o galo francês, também decoram os telhados mais baixos. Muitas delas foram feitas por mestres como Grinling Gibbons.
No desenho dos grandes palácios do século XVIII o conforto e a conveniência eram subservientes à magnificência, e este é certamente o caso em Blenheim. Este magnificente e excessivo conforto material é elevado como o resumo do arquitecto na criação não apenas duma casa mas de um monumento nacional para reflectir o poder e civilização de uma nação. Em ordem a criar este monumental efeito, Vanbrugh escolheu desenhar em várias formas de Barroco, usando grandes massas de pedra para imitar resistência e criando sombra como decoração. O sólido e gigantesco pórtico de entrada na fachada Norte lembra mais a entrada de um panteão que uma casa de família. Vanbrugh também gostou de empregar aquilo a que chamou de "castle air" (ar de castelo), o qual ele alcançou colocando uma torre baixa em cada canto do bloco central e coroando as torres com vastos belvederes de pedra maciça, decorados com curiosos florões (disfarçando as chaminés). Coincidentemente estas torres, as quais aludem aos postes dos templos do Antigo Egito, ajudam à atmosfera heróica panteonesca do edifício.
Existem duas abordagens para a grande entrada do palácio, uma desde a longa entrada através do portão em ferro forjado directamente ao Grande Pátio, enquanto a outra, igualmente se não até mais impressionante, denuncia a verdadeira visão de Vanbrugh: o palácio como um bastião ou cidadela forte, o verdadeiro monumento e casa de um grande guerreiro. Perfurando a cortina de muros sem janelas do pátio Este, a imitar uma cidade, fica o grande Portão Este, um monumental  Arco do triunfo, mais egípcio no desenho que romano, que cria uma ilusão de óptica pelo afunilamento dos seus muros para dar uma impressão de ainda maior altura. Confundindo aqueles que acusavam Vanbrugh de impraticabilidade, este portão também é a torre da água do palácio. Através dos arcos do primeiro portão avista-se ao longo do pátio um segundo portão igualmente maciço, que fica por baixo da torre do relógio, através do qual, de alguma forma como o santuário de um templo, se tem um vislumbre do Grande Pátio. Nesta via Vanbrugh deu ainda maior, quase divina, importância às áreas do palácio ocupadas pelo próprio grande Duque.
Esta vista do Duque como um ser omnipotente também se reflete no desenho interior do palácio, e de facto os seus eixos em certas características do parque. Foi planeado que quando o Duque recebesse no seu lugar de honra no grande salão, ele pudesse ser o clímax de uma grande procissão de massa arquitectónica agradando-o especialmente como um proscénio. A linha de celebração e honra da sua vida vitoriosa começa com a grande coluna de vitória superada pela sua estátua e detalhando o seu triunfo, e o ponto seguinte do grande eixo, plantado com árvores na posição de tropas, era a ponte épica em estilo romano. A aproximação continua através do grande pórtico para o interior do hall, o seu tecto pintado por James Thornhill com a apoteose do Duque, então debaixo de um grande arco triunfal, através da gigantesca trave de mármore da porta com a esfinge de mármore do Duque por cima (sustentando o aplauso ducal "Nem Augustos conseguia mais calma na humanidade"), e no salão pintado, a mais altamente decorada sala no palácio, onde o Duque deveria ter assento entronizado.
O Duque teria assento com as costas viradas para o grande busto de 30 toneladas de mármore do seu inimigo vencido, Luís XIV de França, posicionado por cima do pórtico Sul. Aqui o Rei vencido era humilhantemente forçado a olhar para baixo para o grande parterre e para os despojos do seu conquistador (de preferência da mesma maneira que cabeças decapitadas foram expostas gerações antes). O Duque não viveu tempo suficiente para ver este majestático tributo realizado, e para sentar-se entronizado na sua visão arquitectural. Os Duques mudaram-se para os seus apartamentos no palácio, mas o edifício só ficou inteiramente completo depois da morte do Duque.
A capela do palácio é uma consequência da morte do Duque, obtendo agora uma ainda maior importância. O desenho foi alterado pelo amigo dos Marlboroughs, o Conde de Godolphin, que colocou o altar em desafio às convenções religiosas contra a parede Oeste, permitindo desta forma que a caracteística principal seja  a colossal tumba e sarcófago do Duque. Contratado pela Duquesa em 1730, este foi desenhado por William Kent, e as estátuas do Duque e Duquesa descritas como Julius Caesar e Cesarina adornam o grande sarcófago. Em baixo relevo na base da tumba, a Duquesa ordenou que fosse descrita a rendição de Camille d'Hostun de la Baume, duc de Tallard.
Dessa forma, finalmente, o tema de honraria ao Duque disperso por todo o palácio atinge a sua apoteose, com a conclusão da sua tumba. O caixão do Duque voltou a Blenheim vindo da Abadia de Westminster. Agora Blenheim tornou-se de facto um panteão e mausoléu. Sucessivos Duques e suas esposas também estão sepultados debaixo da abóbada da capela.

## Interior
O esquema interno das salas do bloco central de Blenheim foi definido pela etiqueta da Corte de então. Apartamentos de Estado foram desenhados como salas axiais de importância crescente e uso público, levando à sala principal. Os grandes palácios,como Blenheim, tinham dois tipos de apartamentos de estado, um em frente ao outro. O mais grandioso, público e importante era o saláo central ("B" na planta apresentada) o qual servia como sala de jantar comunal. De cada lado do salão existem conjuntos de apartamentos de estado, diminuindo em importância mas crescendo em privacidade: a primeia sala("C") pode ter sido uma câmara de audiência para receber hóspedes importantes, a sala seguinte ("L") uma sala de estar privada, a seguinte ("M") pode ter sido o quarto do ocupante da suite, sendo por isso a mais privada. Uma das salas mais pequenas entre o querto e o pátio interno foi pensada como quarto de vestir. Esta organização reflecte-se no outro lado do salão. Os apartamentos de estado foram idealizadas para uso exclusivo pelos visitantes mais importantes, tal como o soberano. No lado esquerdo (Este) da planta, em cada lado da sala de saudações (marcada com a letra "O") pode ver-se um mais pequeno mas quase idêntico esquema de salas, que eram as suites dos próprios Duque e Duquesa. Desta forma a sala de saudações corresponde exactamente ao salão em termos de importância em relação às suites menores.

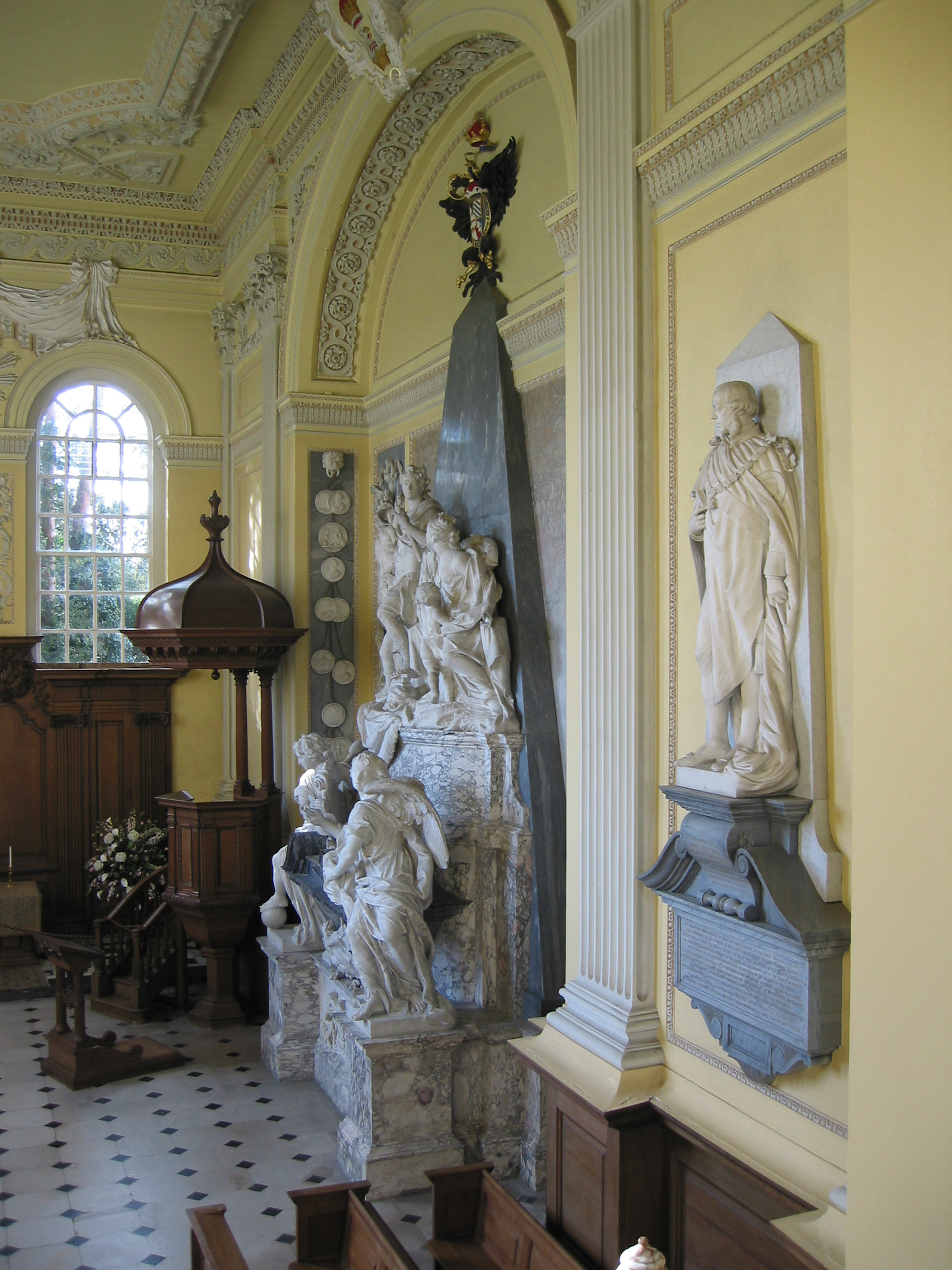
Tumba do 1º Duque de Marlborough na capela do Palácio

O Palácio de Blenheim foi o local de nascimento do mais famoso descendente o 1º Duque, Winston Churchill, cujas vida e época são comemoradas por uma exposição permanente na suite da sala onde ele nasceu (marcada com a letra "K" na planta).
O Palácio de Blenheim foi desenhado com todas as suas salas principais e secundárias no piso nobre e por esse motivo não existe nenhuma grande escadaria de estado: ninguém digno de algum estatuto teria motivos para deixar o piso nobre. Enquanto grande escadaria, Blenheim possui uma série de degraus no Grande Pátio que levam ao Pórtico Norte. Existem várias escadarias com vários tamanhos e grandezas no seu bloco central, mas nenhuma foi desenhada na mesma escala de magnificência do palácio. James Thornhill pintou o tecto do hall em 1716. Este descreve o ajoelhar de Marlborough frente a Britânia, oferecendo um mapa da Batalha de Blenheim. O hall tem 67 pés de altura, e notável principalmente pelo seu tamanho e pelos seus entalhes em pedra feitos por Gibbons. Apesar dos seu imenso tamanho é meramente uma vasta ante-Caâmara do salão.
O salão também era para ser pintado por Thornhill, mas a Duquesa suspeitou de uma sobre-orçamentação da parte dele e por isso a encomenda foi dada a Louis Laguerre. Esta sala é um exemplo de pintura tri-dimensional, ou trompe l'œil, "ilusão para o olho", uma elegante técnica de pintura da época. O Tratado de Paz de Utrecht estava para ser assinado, por isso todos os elementos representam a paz que chegava. A cúpula do tecto é uma representação alegórica da Paz: John Churchill está no carro de combate, agarra um braça um raio, e a mulher atrás que segura o seu braço representa a Paz. As paredes representam todas as nações do mundo que se juntavam pacificamente. Laguerre também incluiu um auto-retrato colocando-se ele próprio próximo de Dean Jones, capelão do 1º Duque, outro inimigo da Duquesa, apesar de ela o tolerar nas actividades domésticas porque ele podia dar uma ajuda no jogo de cartas. Para a direita da porta de entrada levando à primeira sala de estado, Laguerre incluiu os espiões franceses, que se dizia terem grandes orelhas e olhos porque podiam ainda estar a espiar; por trás deles a fihura do 5º Conde de Sild aparece em silhueta, uma referência táctica do artista pois o Conde ficara desfigurado durante a Batalha de Ramillies. Dos três caixotões de mármore da sala exibindo o penacho do Duque como um príncipe do Sacro Império Romano-Germânico, apenas um é de Gibbons, os outros dois foram copiados de modo indestinguível, pelo pessoal barato da Duquesa.
A terceira sala notável é a longa biblioteca, (H), com 180 pés de comprimento, a qual foi pensada como uma galeria de pintura. O tecto tinha cúpulas, as quais eram para ter sido pintadas por Thornhill. O palácio, e em particular esta sala, foi mobilado com os muitos artefactos valiosos oferecidos ao Duque, ou sequestrados como espólio de guerra, incluindo uma delicada colecção de arte. Aqui na biblioteca, reescrevendo a história no seu estilo indómito, a Duquesa instalou uma estátua, maior que o tamanho real, da Rainha Ana, com a base recordando a sua amizade.
Desde o extremo Norte da biblioteca o acesso é obtido pela colonata saliente, a qual leva à capela (H2). A capela está perfeitamente balanceada, no lado Este do palácio, pela cozinha abobadada. Este balancemento simétrico e igual peso dado à nutrição espiritual e física, apelou sem dúvida ao famoso sentido de humor de Vanbrugh, se não da própria Duquesa. A distância entre a cozinha e a sala de jantar privada ("O" na planta) obviamente não foi levada em consideração, a comida quente tinha menos importância que o risco de inalar odores da cozinha ou a proximidade dos criados.

## O parque e jardins
Blenheim fica situado no centro de um parque ondulante. Quando Vanbrugh colocou os olhos pela primeira vez sobre ele, em 1704 concebeu imediatamente um plano tipicamente grandioso: através do parque gotejava o pequeno Rio Glyme, e Vanbrugh contemplou este riacho pantanoso atravessado pela "mais fina ponte na Europa". Desta forma, ignorando a segunda opinião oferecida por Sir Christopher Wren, o riacho foi canalizado em três pequenos canais correntes e por cima ergue-se uma ponte de proporções gigantescas, tão gigantesca que foi dito que continha 30 salas bizarras. Enquanto a ponte foi, de facto, uma divertida maravilha, neste cenário parecia incongruente, provocando o comentário de Alexander Pope:

"As carpas, quando passam debaixo deste vasto arco, murmuram, como se parece com as baleias, obrigado pela sua Graça"

Outro dos esquemas de Vanbrugh foi o grande parterre, com cerca de meia milha de comprimento e tão largo como a frente Sul. Também no parque, completado depois da morte do 1º Duque, fica a coluna de Vitória. Tem 134 pés de altura e termina uma grande avenida de olmeiros que leva ao palácio, os quais foram plantados na posição das tropas de Marlborough na Batalha de Blenheim. Vanbrugh queria um obelisco para marcar o local do antigo solar, e os encontros de Henrique II, os quais haviam tido lugar ali, causando o comentário da Duquesa, "Se erguessem obeliscos para todos os actos deste género que os nossos reis praticaram, o país ficaria cheio de coisas muito bizarras". O obelisco nunca foi realizado.
Depois da morte do 1º Duque, a Duquesa concentrou a maior parte das suas consideráveis energias na concretização do próprio palácio, e o parque permaneceu relativamente inalterado até à chegada de Capability Brown em 1764. O 4.º Duque empregou Brown que imediatamente começou o esquema de naturalizar e aprimorar a paisagem, com plantação de árvores e ondulações feitas pelo homem. De qualquer forma, a realização à qual ficou associado para sempre é o lago, uma gigantesca extensão de água criada pela barragem do Rio Glyme e ornamentada por uma série de cascatas onde o rio flui por dentro e por fora. O lago foi estreitado no ponto da grande ponte de Vanbrugh, mas os três pequenos canais correndo debaixo dela foram completamente absorvidos por um único trecho. A maior realização de Brown neste ponto foi, na verdade, inundar e submergir na água os pisos e salas mais baixas da própria ponte, reduzindo dessa forma a sua altura descomunal e realizando o que é visto por muitos como o epítome de uma paisagem inglesa. Brown também arrelvou o grande parterre e o Grande Pátio. O último foi repavimentado por Duchene no início do século XX. O 5º Duque foi responsável por várias outras bizarrias de jardim e novidades.
Sir William Chambers, assistido por John Yenn, foi responsável pela pequena casa de Verão, conhecida por "The Temple of Diana" (O Templo de Diana), abaixo do lago, onde em 1908 Winston Churchill propôs casamento à sua futura esposa. De qualquer forma, os jardins ornamentais vistos hoje próximo do palácio, o jardim italiano e jardim de água, são inteiramente do desenho do 9º Duque.

## Fortunas falidas
Aquando da morte do 1º Duque em 1722, como ambos os seus filhos estavam mortos, foi sucedido pela sua filha Henrietta Godolphin, 2.ª Duquesa de Marlborough. Esta era uma sucessão pouco habitual e requereu um Acto do Parlamento, pois só os filhos homens podiam suceder no título de um Ducado. Quando Henrietta morreu, o título passou para o neto de Marlborough, Charles Spencer, 3.º Duque de Marlborough, cuja mãe era a segunda filha de Marlborough, Anne Spencer, Condessa de Sunderland (1683-1716).
O 1º Duque como um soldado não era um homem rico, e a fortuna que possuiu foi maioritariamente usada para finalizar o palácio. Em comparação com outras famílias ducais britânicas os Marlboroughs não foram muito abastados, ainda que tenham vivido confortavelmente até ao tempo de George Spencer-Churchill, 5º Duque de Marlborough (1766-1840), um perdulário que depauperou o que restava da fortuna da família. Com o tempo, o 5º Duque foi forçado a vender outras propriedades da família, mas Blenheim foi salvo dele por obrigação de herança. Isto não a venda do Boccaccio dos Marlboroughs por umas meras 875 libras, e a sua própria biblioteca em 4.000 lotes. Quando morreu em 1840 deixou a propriedade e a família com problemas financeiros.
Na década de 1870 os Marlboroughs estavam envolvidos em severos problemas financeiros, e em 1875 o 7º Duque vendeu o "Casamento de Cupido e Psique", juntamente com as famosas Jóias Marlborough, num leilão, por 10.000 libras. De qualquer forma isso não foi suficiente para salvar a família. Em 1880 o 7º Duque foi forçado a pedir ao Parlamento para quebrar a cláusula protectora do palácio e seus conteúdos. Isso foi alcançado pelo "Blenheim Settled Estates Act" de 1880, e a porta ficou assim aberta para a venda por atacado de Blenheim e dos seus conteúdos. A primeira vítima foi a grande Biblioteca Sunderland, a qual foi vendida em 1882, incluindo alguns volumes como As Epístolas de Horace, imprimidas em Caen em 1480, e os trabalhos de Flávio Josefo, imprimidos em Verona em 1648. Os 18.000 volumes renderam quase 60.000 libras. As vendas continuaram a desnudar o palácio: a "Ansidei Madonna" de Rafael foi vendida por 70.000 libras; a pintura equestre de Carlos I de Inglaterra, da autoria de Anthony van Dyck rendeu 17.500 libras; finalmente a 'peça de resistência' da colecção, a obra de Peter Paul Rubens "Rubens, Sua Esposa Helena e Seu Filho Peter Paul", a qual havia sido oferecida pela cidade de Bruxelas ao 1º Duque, também foi vendida, e está agora no Metropolitan Museum of Art, em Nova Iorque.
Estas somas de dinheiro, vastas pelos padrões da época, falharam na cobertura dos débitos, e a manutenção do grande palácio permaneceu além das fontes de rendimento dos Marlboroughs. Estas sempre foram escassas em relação ao seu nível ducal e ao tamanho da sua casa. A depressão agrícola britânica, que começou na década de 1870, juntou-se aos problemas da família. Quando o 9º Duque herdou o título em 1892, os Spencer-Churchills estavam quase na bancarrota.

## O 9.º Duque de Marlborough
Charles Spencer-Churchill, 9.º Duque de Marlborough (1871–1934) pode ser creditado como tendo salvo o palácio e a família. Tendo herdado em 1892 um ducado quase falido, foi forçado a encontrar uma solução rápida de drástica para os problemas. Impedido pelos estritos ditâmes sociais do final do século XIX de ganhar dinheiro, só lhe foi deixada uma solução, tinha que casar com o dinheiro. Em Novembro de 1896 ele, fria e abertamente sem amor casou com Consuelo Vanderbilt, uma norte-americana, herdeira de uma fortuna ferroviária e renomada beleza. O casamento foi celebrado depois de longas negociações com os seus pais divorciados: a sua mãe desesperava por ver a sua filha transformada numa Duquesa, e o pai da noiva, William Kissam Vanderbilt, pagou pelo privilégio. O preço final foi de 2.500.000 dólares (54.100.436,75 em 2007) em 50.000 partes do capital social da Beech Creek Railway Company com um mínimo de 4% de dividendos garantidos pela New York Central Railroad Company. O casal receberia um rendimento anual de 100.000 dólares cada um, pelo resto das suas vidas. A noiva mais tarde afirmou que foi fechada na sua sala até concordar com o casamento. O contrato foi, na verdade, assinado na sacristia da Igreja Episcopal de St. Thomas, em Nova Iorque imediatamente após serem feitos os votos de casamento. Na carruagem à saída da igreja, Marlborough disse a Consuelo que amava outra mulher, e não voltaria à América, pois "desprezava qualquer coisa que não fosse britânica".

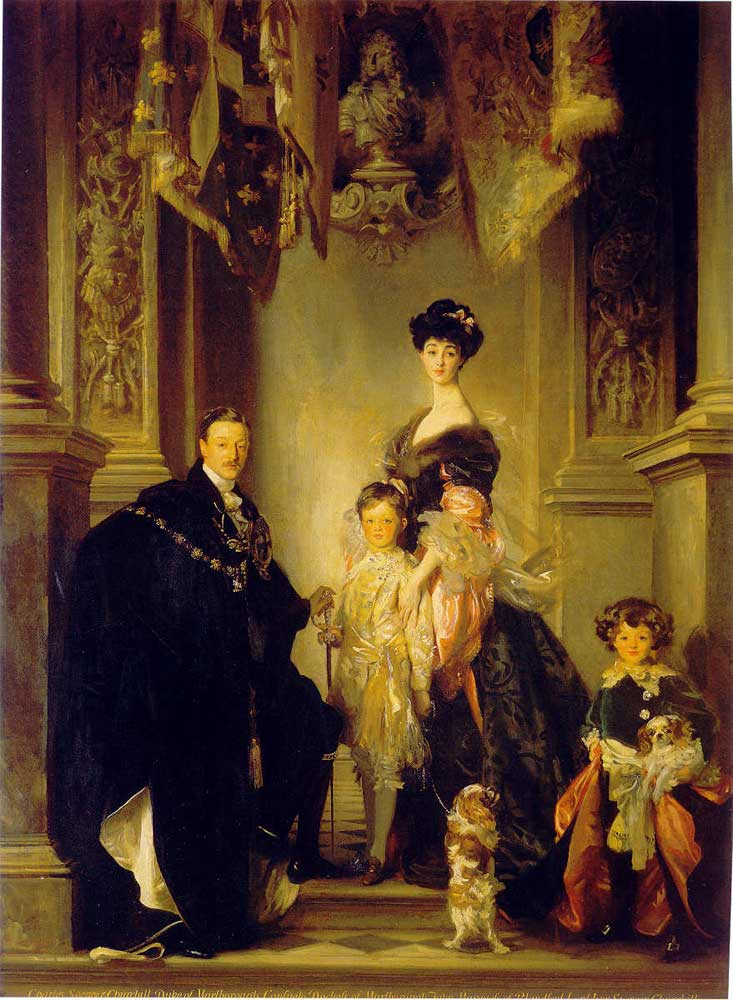
Charles, 9º Duque de Marlborough, com a sua família, por John Singer Sargent (1905)

O reaprovisionamento de Blenheim começou na própria lua-de-mel, com a reposição das jóias Marlborough. Tapeçarias, pinturas e mobiliário foram comprados na Europa para encher o depauperado palácio. No seu regresso o Duque começou um exaustivo restauro e redecoração do palácio. As salas de estado a Oeste do salão foram redecoradas com painéis dourados em imitação do Palácio de Versailles. A subtil rivalidade de Vanbrugh com o grande palácio de Luís XIV de França era agora completamente questionada, pois os interiores tornaram-se meros pastiches daqueles do grandioso palácio. Embora esta redecoração talvez tenha deixado danos (e o Duque lamentou-o mais tarde), outros melhoramentos foram melhor recebidos. Um outro problema causado pela redecoração foi o facto de os principais quartos terem sido mudados para o primeiro-andar, o que tornou as salas de estado num enfileirado de algo semelhantes e inexpressivas salas-de-estar. O arquitecto paisagista francês, Achille Duchêne, foi contratado para criar um jardim de água no terraço Oeste. Num segundo terraço abaixo deste foram colocadas duas grandes fontes ao estilo de Bernini, modelos escalados daquelas da Piazza Navona que haviam sido presenciadas pelo primeiro Duque.
No interior do palácio, o pessoal foi alargado e polido para formar uma fabulosamente abundante família doméstica ducal. O pessoal de dentro era de aproximadamente 40 elementos, enquanto que o de fora ascendia a 50, incluindo a equipa de 12 guardadores de caça, electricistas para a recém-instalada rede eléctrica, carpinteiros, arranjadores de flores, porteiros, e um jogador profissional de cricket para assegurar o sucesso e a honra da equipa de cricket da propriedade. Os porteiros estavam trajados com casacos pretos com botões prateados, calças curtas amarelas, e chapéus ornados no topo. Os guardadores de caça vestiam casacos verdes de veludo com botões de latão e chapéus pretos.
Blenheim era uma vez mais um lugar de maravilha e prestígio. De qualquer forma, Consuelo estava longe de ser feliz; ela regista muitos dos seus problemas na sua cínica e frequentemente pouco cândida biografia "The Glitter and the Gold". Em 1906 ela chocou a sociedade e deixou o marido, divorciando-se finalmente em 1921. Consuelo casou posteriormente com um francês, Jacques Balsan. Morreu em 1964, tendo vivido o tempo suficiente para ver o seu filho herdar o título de Duque de Marlborough, e voltando frequentemente a Blenheim, a casa que ela tinha odiado e salvado, apesar de o fazer de má vontade e com sacrifício.
Depois de se divorciar, o Duque casou novamente com uma antiga amiga de Consuelo, Gladys Deacon, outra norte-americana. Esta excêntrica senhora tinha uma disposição artística. Uma pintura de um dos seus olhos ainda permanece no tecto do grande pórtico Norte. Um terraço baixo foi decorado com uma Esfinge modelada em Gladys e executada por W. Ward Willis em 1930. Antes do seu casamento, enquanto estava com os Marlboroughs, foi causadora de um incidente diplomático por encorajar o jovem Principe Real Guilherme da Germânia a formar uma ligação. O Principe ofereceu-lhe um anel que era uma relíquia de família, o qual os serviços diplomáticos dos dois países foram encarregados de recuperar. Depois de se casar, Gladys tinha o hábito de jantar com o Duque, com um revólver ao lado do prato. Cansado dela, o Duque foi forçado a fechar temporariamente Blenheim, e desligar as utilidades em ordem a conduzi-la para fora. Subsequentemente separaram-se mas não se divorviaram. O Duque morreu 1934 e a sua última Duquesa em 1977.
O 9.º Duque foi sucedido pelo seu filho mais velho com Consuelo Vanderbilt: John Spencer-Churchill, 10.º Duque de Marlborough (1898-1972) depois de onze anos como viúvo, casou aos 74 anos de idade com Laura Charteris, antiga esposa do 2.º Visconde Long e do 3.º Conde de Dudley, e neta do 11.º Conde de Wemyss. O casamento teve pouca duração, pois o Duque morreu seis semanas depois, no dia 11 de Março de 1972. A enlutada Duquesa reclamou da "melancolia e inospitalidade de Blenheim" depois da sua morte, e mudou-se pouco depois. Na sua autobiografia, Laughter from a Cloud (1980) refere-se ao Palácio de Blenheim como "O Despejo". Laura morreu em Londres, em 1990.

## Blenheim hoje
O palácio permanece até hoje a casa dos Duques de Marlborough. O presente detentor do título é Jamie Spencer-Churchill, 12.º Duque de Marlborough. Como os seus antepassados ele vive no palácio durante parte do ano, ocupando com a sua família o mesmo conjunto de salas que o primeiro Duque e a primeira Duquesa ocupavam.

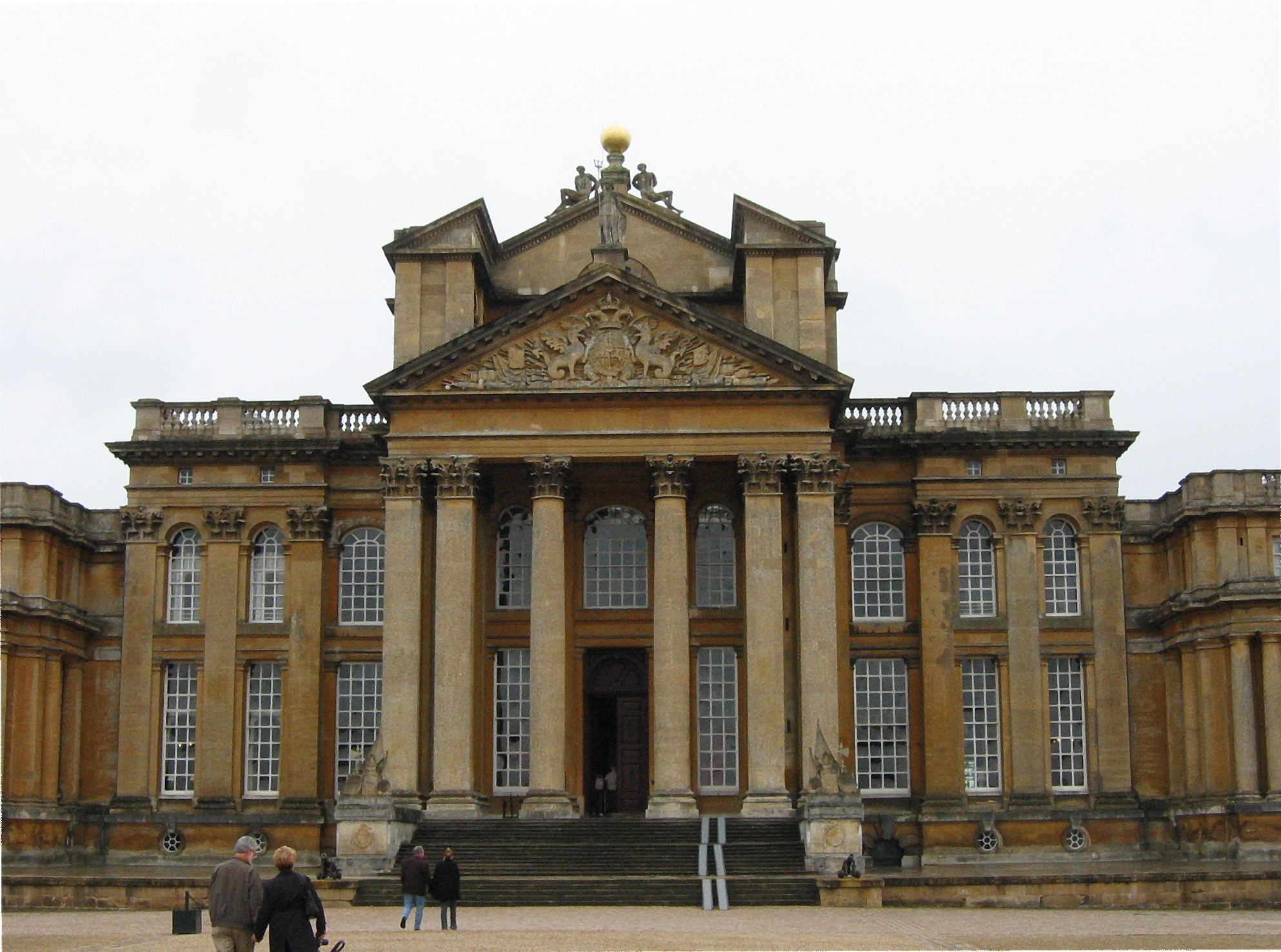
Entrada principal do Palácio de Blenheim

O palácio está aberto ao público e contém atracções turísticas nos jardins, mas a atmosfera ainda é a de uma grande casa de campo. A progressão de residência para negócio tem sido essencial para a sobrevivência do palácio nos séculos XX e XXI. Várias atracções comerciais incluem um labirinto, pátio de aventuras, mini-trem, lojas de presentes, casa de borboletas, pesca, e ainda garrafas de Água Mineral Natural de Blenheim. Concertos e festivais também são encenados no palácio e parque. Embora o Duque retenha o controle final sobre todas as matérias no governo do palácio, o controle do dia-a-dia nos aspectos comerciais está concessionado à "Sodexho Prestige", uma divisão da Sodexho.
Nos apartamentos de estado, os hóspedes são mais os convidados de grandes companhias, ou um casal que pagou para casar no palácio, que os convidados dos Spencer-Churchills. De qualquer forma, a família ducal ainda recebe nas salas de estado, e janta em ocasiões especiais no salão, em volta do grande centro de mesa de prata descrevendo o regresso a casa do 1º Duque, a mesma peça que Consuelo Vanderbilt gostava de chamar a sua cache mari porque ela escondia o seu detestável marido, do outro lado da mesa, da sua vista. Os muitos residentes do Blenheim deixaram, cada um deles, a sua marca no palácio. Actualmente tanto é usado para cenário de filmes como para residência cenário de festas aristocráticas. O Palácio de Blenheim permanece um tributo ao 1º Duque que tanto a sua esposa como o arquitecto Sir John Vanbrugh imaginaram.
O Palácio de Blenheim foi designado como Património Mundial pela UNESCO em 1987.
Em 14 de setembro de 2019 ladrões invadiram o Palácio de Blenheim, na Inglaterra e furtaram a obra de arte intitulada "America", trata-se de um vaso sanitário de ouro maciço, inteiramente produzido em ouro 18 quilates, avaliada em mais de US$ 1 milhão. Obra do italiano Maurizio Cattelan, fazia parte de uma exposição de arte no museu, o objeto que mantinha sua função original e foi arrancado de uma das salas do Palácio de Blenheim. O assalto causou danos e inundações no lugar considerado como patrimônio mundial, já que a privada estava ligada ao encanamento do palácio; os criminosos invadiram o palácio durante a noite e deixaram o local às 4h50. Ninguém ficou ferido durante o roubo. Anteriormente exposta no Museu Guggenheim, em Nova York, a obra de arte ganhou fama em 2018, quando o presidente Donald Trump solicitou à instituição a pintura Paisagem com Neve, de Van Gogh, para decorar a Casa Branca. Em resposta, Nancy Spector, a diretora do museu, não só negou o pedido como ofereceu, no lugar de um quadro do artista holandês, o tal vaso sanitário em ouro maciço.

## Blenheim no cinema

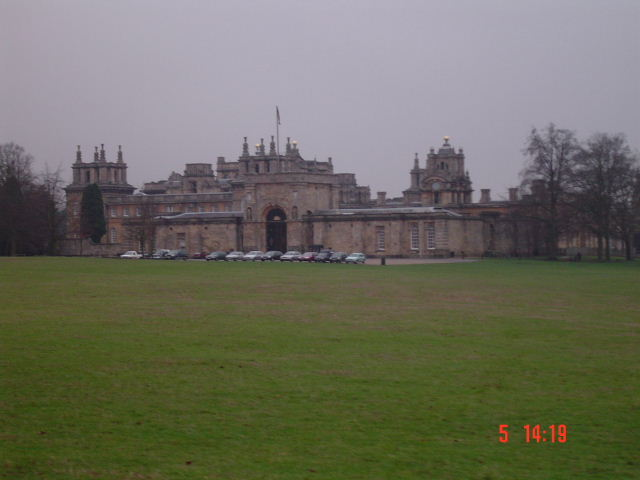
Vista do Palácio de Blenheim.

Os seguintes filmes tiveram cenas gravadas no Palácio de Blenheim:
- The Avengers
- Barry Lyndon
- Entrapment
- The Four Feathers
- Harry Potter and the Order of the Phoenix
- History of the World, Part I
- Kabhi Khushi Kabhi Gham
- King Ralph
- The Lost Prince
- Orlando
- Hamlet - versão de 1996 de Kenneth Branagh. O verdadeiro Duque aparece como um general norueguês sem falas.
- Greystoke - A Lenda de Tarzan, o Rei da Selva.
- The Young Victoria (Filme de 2009)
- As Viagens de Gulliver (Filme de 2010)
- Spectre (Filme de 2015)

## Blenheim na ficção
- O cenário da novela Mistress Masham's Repose, de T. H. White, é uma gigantesca e arruinada propriedade chamada Malplaquet, uma paródia ao Palácio de Blenheim.